# Otakar Hořínek
Otakar Hořínek (* 12. Mai 1929 in Prostějov; † 8. Juni 2015) war ein tschechoslowakischer Sportschütze.

## Erfolge
Otakar Hořínek nahm an den Olympischen Spielen 1956 in Melbourne und 1960 in Rom mit dem Kleinkalibergewehr teil. Im Dreistellungskampf erzielte er ebenso wie Anatoli Bogdanow mit 1172 Punkten das beste Resultat des Wettbewerbs, erhielt aber lediglich die Silbermedaille, da Bogdanow im liegenden Anschlag das bessere Ergebnis erzielt hatte. Im Wettkampf im liegenden Anschlag verpasste Hořínek als Vierter knapp einen weiteren Medaillengewinn. Die Spiele 1960 schloss er im Dreistellungskampf auf dem zehnten Platz und im liegenden Anschlag auf dem 28. Platz ab. Zwischen den beiden Olympiateilnahmen gewann Hořínek 1958 in Moskau bei den Weltmeisterschaften mit der Kleinkaliber-Mannschaft im knienden Anschlag.